# Ministerio de Asuntos Exteriores del Imperio ruso
El Ministerio de Asuntos Exteriores del Imperio ruso (en ruso: Министе́рство иностранных дел Российской империи) fue un ministerio del Imperio ruso encargado de las relaciones exteriores y su política exterior desde 1802 hasta la desaparición del imperio en 1917.
Durante su existencia, tuvo un total 16 ministros y un co-ministro durante el reinado de 5 zares. Adicionalmente, hubo 2 ministros nombrados en 1917 durante el gobierno provisional ruso.
Es el antecesor del Ministerio de Relaciones Exteriores de la Federación de Rusia, que considera el comienzo de su ministerio desde la fecha de fundación del ministerio imperial: 8 de septiembre de 1802.